# Hydroxyprogestérone
 (janvier 2021).
La mise en forme du texte ne suit pas les recommandations de Wikipédia : il faut le « wikifier ».
Les points d'amélioration suivants sont les cas les plus fréquents :
- Les titres sont pré-formatés par le logiciel. Ils ne sont ni en capitales, ni en gras.
- Le texte ne doit pas être écrit en capitales (les noms de famille non plus), ni en gras, ni en italique, ni en « petit »…
- Le gras n'est utilisé que pour surligner le titre de l'article dans l'introduction, une seule fois.
- L'italique est rarement utilisé : mots en langue étrangère, titres d'œuvres, noms de bateaux, etc.
- Les citations ne sont pas en italique mais en corps de texte normal. Elles sont entourées par des guillemets français : « et ».
- Les listes à puces sont à éviter, des paragraphes rédigés étant largement préférés. Les tableaux sont à réserver à la présentation de données structurées (résultats, etc.).
- Les appels de note de bas de page (petits chiffres en exposant, introduits par l'outil «  Source ») sont à placer entre la fin de phrase et le point final[comme ça].
- Les liens internes (vers d'autres articles de Wikipédia) sont à choisir avec parcimonie. Créez des liens vers des articles approfondissant le sujet. Les termes génériques sans rapport avec le sujet sont à éviter, ainsi que les répétitions de liens vers un même terme.
- Les liens externes sont à placer uniquement dans une section « Liens externes », à la fin de l'article. Ces liens sont à choisir avec parcimonie suivant les règles définies. Si un lien sert de source à l'article, son insertion dans le texte est à faire par les notes de bas de page.
- La présentation des références doit suivre les conventions bibliographiques. Il est recommandé d'utiliser les modèles {{Ouvrage}}, {{Chapitre}}, {{Article}}, {{Lien web}} et/ou {{Bibliographie}}. Le mode d'édition visuel peut mettre en forme automatiquement les références.
- Insérer une infobox (cadre d'informations à droite) n'est pas obligatoire pour parachever la mise en page.

Pour une aide détaillée, merci de consulter Aide:Wikification.
Si vous pensez que ces points ont été résolus, vous pouvez retirer ce bandeau et améliorer la mise en forme d'un autre article.
```
CHEBI: 17252
```

Carte Info ECHA
```
5104
```

La 17α-hydroxyprogestérone (17α-OHP), également connue sous le nom de 17-OH progestérone (17-OHP), ou hydroxyprogestérone (OHP), est une hormone stéroïde progestative proche chimiquement de la progestérone,,. C'est également une structure intermédiaire dans la biosynthèse de nombreux autres stéroïdes biologiques, parmi eux, les androgènes, les œstrogènes, les glucocorticoïdes et les minéralocorticoïdes, ainsi que certains neuromédiateurs stéroïdiens.

## Activité biologique
L'hydroxyprogestérone est un agoniste du récepteur de la progestérone (PR bénéficiant toutefois d'une affinité beaucoup plus faible). Elle est aussi  antagoniste du récepteur des minéralocorticoïdes (MR). Elle est aussi agoniste partiel du récepteur des glucocorticoïdes (GR), toutefois avec une affinité très faible (CE 50 > 100 fois inférieur à celle du cortisol). L'affinité de l'hydroxyprogestérone sur le récepteur du cortisol est similaire à celui de la progestérone,.

## Biochimie

Biosynthèse des stéroïdes. La 17α-OHP ase trouve au milieu gauche parmi les prégnènes.

### Biosynthèse
L'hydroxyprogestérone est dérivée hydroxylé en 17α de la progestérone via la 17α-hydroxylase (codée par CYP17A1).
L'hydroxyprogestérone augmente au troisième trimestre de la grossesse, principalement en raison de la production surrénalienne fœtale.
Il est principalement produit dans les glandes surrénales et dans une certaine mesure dans les gonades, en particulier le corps jaune. Les niveaux normaux sont de 30 à 900 ng/L chez les enfants. Chez la femme, le taux est de 0,20-1 mg/L avant l'ovulation et 0,1-0,5 mg/L  pendant la phase lutéale,.
Le dosage de l''hydroxyprogestérone est utile pour diagnostiquer les patients suspectés d'hyperplasie surrénalienne congénitale. En effet les déficits enzymatiques de la 21-hydroxylase et  de la 11β-hydroxylase, conduisent à une accumulation de 17α-OHP. En revanche, les rares patients  présentant un déficit en 17α-hydroxylase auront  des taux très faibles ou indétectables de 17α-OHP. Les niveaux de 17α-OHP peuvent également être utilisés pour mesurer la contribution de l'activité progestative du corps jaune pendant la grossesse sous forme de progestérone, mais notez que le 17α-OHP est également apporté par le placenta.
Le dosage de la 17α-OHP par LC-MS / MS améliore le dépistage néonatal de l'hyperplasie congénitale des surrénales due à un déficit en 21-hydroxylase, car les précurseurs de stéroïdes 17α-OHP et leurs conjugués sulfatés qui sont présents dans les deux premiers jours après la naissance et plus nouveau-nés à terme, réagissent de manière croisée dans des dosages immunologiques avec le 17α-OHP, donnant des taux de 17α-OHP faussement élevés,.

## Pharmacologie

### Pharmacocinétique
Bien que l'hydroxyprogestérone ne soit pas été utilisé comme médicament, sa pharmacocinétique a été étudiée et analysée en détail.

## Utilisations médicales
Les esters comme le caproate d'hydroxyprogestérone et, dans une bien moindre mesure, l'acétate d' hydroxyprogestérone et l' heptanoate d'hydroxyprogestérone, ont été utilisés en médecine comme progestatifs,,. Lorsqu'on parle de « l'hydroxyprogestérone » comme médicament, il s'agit en fait, le plus souvent du caproate d'hydroxyprogestérone.

## Chimie
L'hydroxyprogestérone  a pour nom chimique IUPAC: de 17α-hydroxypregn-4-ène-3,20-dione. C'est un stéroïde prégnane naturel. Il comporte des groupes cétone aux positions C3 et C20, un groupe hydroxyle en position C17α et une double liaison entre les positions C4 et C5.
L'hydroxyprogestérone est le composé parent d'une classe de progestatifs appelés dérivés de 17α-hydroxyprogestérone,,. Entre autres, cette classe de médicaments comprend l'acétate de chlormadinone, l'acétate de cyprotérone, le caproate d'hydroxyprogestérone, l'acétate de médroxyprogestérone et l'acétate de mégestrol.

## Société et culture

### La dénomination commune internationale (DCI)
Hydroxyprogestérone est la DCI 17α-OHP,,.